# Тару (Венеција)
Тару је насеље у Италији у округу Венеција, региону Венето.
Према процени из 2011. у насељу је живело 268 становника. Насеље се налази на надморској висини од 5 м.